# Ordine di Aleksandr Nevskij (URSS)
L'ordine di Aleksandr Nevskij (in russo Орден Александра Невского?, Orden Aleksandra Nevskogo) è stata un'onorificenza dell'Unione Sovietica.

## Storia
Ai tempi dell'Impero russo esisteva l'Ordine Imperiale di Sant'Aleksandr Nevskij, questo venne però abolito al crollo dell'impero nel 1917.
L'ordine venne ricreato il 29 luglio del 1942 dall'Unione Sovietica omettendo la connotazione "imperiale" e il titolo di "santo" secondo l'etica comunista stalinista; esso veniva data come onorificenza prevalentemente militare e fu largamente concessa durante la seconda guerra mondiale, sempre col medesimo significato che già il regime zarista attribuiva alla figura di Aleksandr Nevskij. Sino al 1989, l'ordine venne concesso ad oltre 42.000 militari di cui 70 generali stranieri e ufficiali, e ad oltre 1.470 militari.
Dopo lo scioglimento dell'Unione Sovietica, l'Ordine venne mantenuto dalla Federazione Russa (che non lo assegnò mai) ed abolito in seguito, il 7 settembre 2010, per essere sostituito da un ordine omonimo.
| 1942 - 1943 | 1943 - 1991 | 1992 - 2010 |
|             |             |             |

## Assegnazione
L'ordine veniva assegnato ai comandanti delle forze armate sovietiche per premiare:
- la scelta di un buon momento per un attacco improvviso, forte e rapido contro il nemico, in grado di infliggere una sconfitta importante con piccole perdite tra le proprie truppe;
- i partecipanti a una missione la cui organizzazione chiara abbia permesso la distruzione di tutte o della maggior parte delle forze superiori del nemico;
- il comando di un'unità di artiglieria, o parte di essa, che abbia rapidamente soppresso l'artiglieria nemica, superiore in forza, o che abbia distrutto punti nemici di tiro, impedendo l'avanzata del nemico, o che abbia distrutto un gruppo di bunker, o fortemente respinto un folto gruppo di carri armati, provocando gravi danni;
- il comando di un gruppo di carri armati o di una parte di esso che abbia eseguito con successo operazioni di combattimento che abbiano causato grossi danni al personale e alle attrezzature del nemico;
- il comando di un gruppo d'aviazione o di una parte di esso, in modo persistente e che abbia completato con successo un certo numero di missioni, che abbiano causato gravi danni al personale e alle attrezzature del nemico e senza perdite tra le proprie forze;
- un intervento rapido, per il disturbo o la distruzione delle opere di ingegneria civile del nemico e per l'aver portato al successo un'incursione amica;
- l'organizzazione sistematica e ininterrotta delle comunicazioni e per l'eliminazione tempestiva delle minacce, in modo tale da garantire il successo delle proprie forze in operazioni di combattimento;
- l'esecuzione abile e rapida di un'operazione di atterraggio con perdite minime fra le proprie truppe, causando ingenti danni al nemico e garantendo il successo della missione.

L'ordine sovietico è stato assegnato 42.165 volte.

## Insegne
- L'insegna era una stella a cinque punte convessa, smaltata di rosso rubino sovrapposta a raggi divergenti. Al centro della stella vi era un medaglione a forma di scudo con il busto in rilievo di Aleksandr Nevskij e la scritta su un cerchio in lettere in rilievo: "Aleksandr Nevskij". Le estremità inferiori dei rami che circondano il medaglione erano coperti da uno scudo con falce e martello dorati. Sullo sfondo della figura erano due asce incrociate dietro lo scudo rotondo. Nella parte inferiore dell'insegna erano incrociate dietro lo scudo apposto spade, lance, arco e faretra.
- Il nastro è azzurro con una striscia centrale rossa.